# باندکووو کوشچیلنه
باندکووو کوشچیلنه (به لهستانی:  Bądkowo Kościelne) یک روستا در لهستان است که در گمینا بروزنگ دوژه واقع شده‌است. باندکووو کوشچیلنه ۱۹۲ نفر جمعیت دارد.